# Şafak Pavey
Şafak Pavey (Ankara, 1976. július 10.) török diplomata, újságíró és politikus, a török parlament tagja, Isztambul tartomány képviselője a fő ellenzéki párt, a Republikánus Néppárt (CHP) tagjaként. Ő az első, fogyatékossággal élő nő a török parlamentben. Az ENSZ fogyatékossággal élők jogaival foglalkozó bizottságának tagja.

## Élete
Pavey 1976. július 10-én született Ankarában, Ayşe Önal író-újságíró és Şahin Pavey gyermekeként. 1994-ben férjével Svájcba költözött, hogy művészetet és filmezést tanuljon. 1996-ban bal karját és lábát elvesztette egy vasúti balesetben Zürichben. Egy évvel később Londonba költözött, hogy folytassa tanulmányait, nemzetközi kapcsolatokat tanult a Westminsteri Egyetemen, és befejezte posztgraduális tanulmányait a London School of Economicson.
Pavey az ENSZ menekültügyi bizottságának (UNHCR) dolgozott, többek közt Algéria, Egyiptom, Irán, Libanon és Szíria külkapcsolataiért és humanitárius segélyeiért felelt. Az UNHCR szóvivője volt Magyarországon, később a szervezet emberi jogi szerződéseket felügyelő bizottságának titkárságvezetője lett.

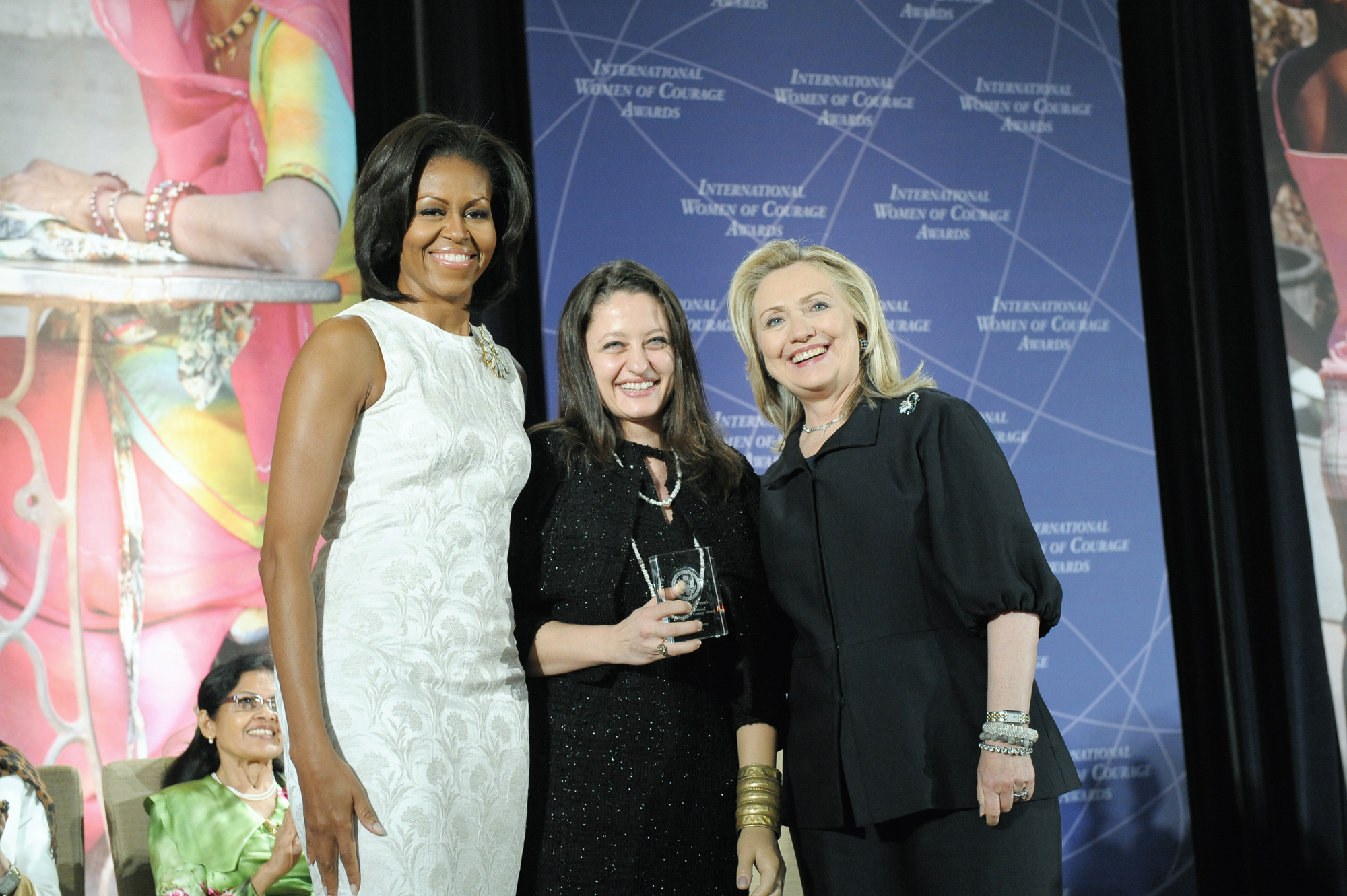
Şafak Pavey Michelle Obamával és Hillary Clintonnal a 2012 IWOC Award díjkiosztón

Az isztambuli Agos című, örmény-török kétnyelvű hetilap újságírója volt, és három könyvet is megjelentetett. Közös projekteket folytatott a Harvard Egyetemmel, a londoni Királyi Művészeti Akadémiával és a Norvég Formatervezési Tanáccsal az inkluzív tervezésről és a honalanokról. 13 Numarali Peron (13-as számú peron) című könyve, melyet anyjával közösen írt balesetéről, bestseller lett Törökországban. Sirin Ebádi Nobel-díjas iráni szerzővel közösen írta Refugee Rights in Iran (A menekültek jogai Iránban) című könyvét.
Miután tizenöt évig élt külföldön, 2011-ben hazatért Törökországba és indult a parlamenti választáson. 2012-ben otthagyta pozícióját az ENSZ-nél, és a Republikánus Néppárt színeiben Isztambul tartomány képviselőjeként bejutott a parlamentbe. Ezzel ő lett a török parlament első fogyatékossággal élő női tagja. Képviselői munkája részeként tagja a Törökország európai uniós csatlakozását előkészítő bizottságnak, az EU–Törökország közös parlamenti bizottságnak, a Mediterrán Unió Euro-Med parlamenti bizottságának, az Euro-Med energia-, víz- és környezetügyi albizottságának, és alelnöke a török–dél-koreai, illetve a török–norvég parlamenti barátság-csoportnak. A CHP egyik alelnöke, a környezetvédelmi és társadalompolitikáért felel.

## Kitüntetései
- International Woman of Courage by the US Department of State[6][12]
- Outstanding Young Person of the World Award by the Junior Chamber International[13]
- Secularist of the Year 2014 by the UK National Secular Society[14]

## Fordítás
- Ez a szócikk részben vagy egészben  a(z)   Şafak Pavey című angol Wikipédia-szócikk ezen változatának fordításán alapul.  Az eredeti cikk szerkesztőit annak laptörténete sorolja fel. Ez a jelzés csupán a megfogalmazás eredetét és a szerzői jogokat jelzi, nem szolgál a cikkben szereplő információk forrásmegjelöléseként.